# Calliopsis trifasciata
Calliopsis trifasciata är en biart som först beskrevs av Maximilian Spinola 1851.  Calliopsis trifasciata ingår i släktet Calliopsis och familjen grävbin. Inga underarter finns listade.